# Northwestern Air
Northwestern Air es una aerolínea con sede en Fort Smith, Territorios del Noroeste, Canadá. Opera servicios regulares de pasajeros a siete destinos en dos territorios y provincias, además de realizar vuelos chárter ad hoc y contratos chárter a largo plazo para varias corporaciones en todo Canadá y Estados Unidos.

## Historia

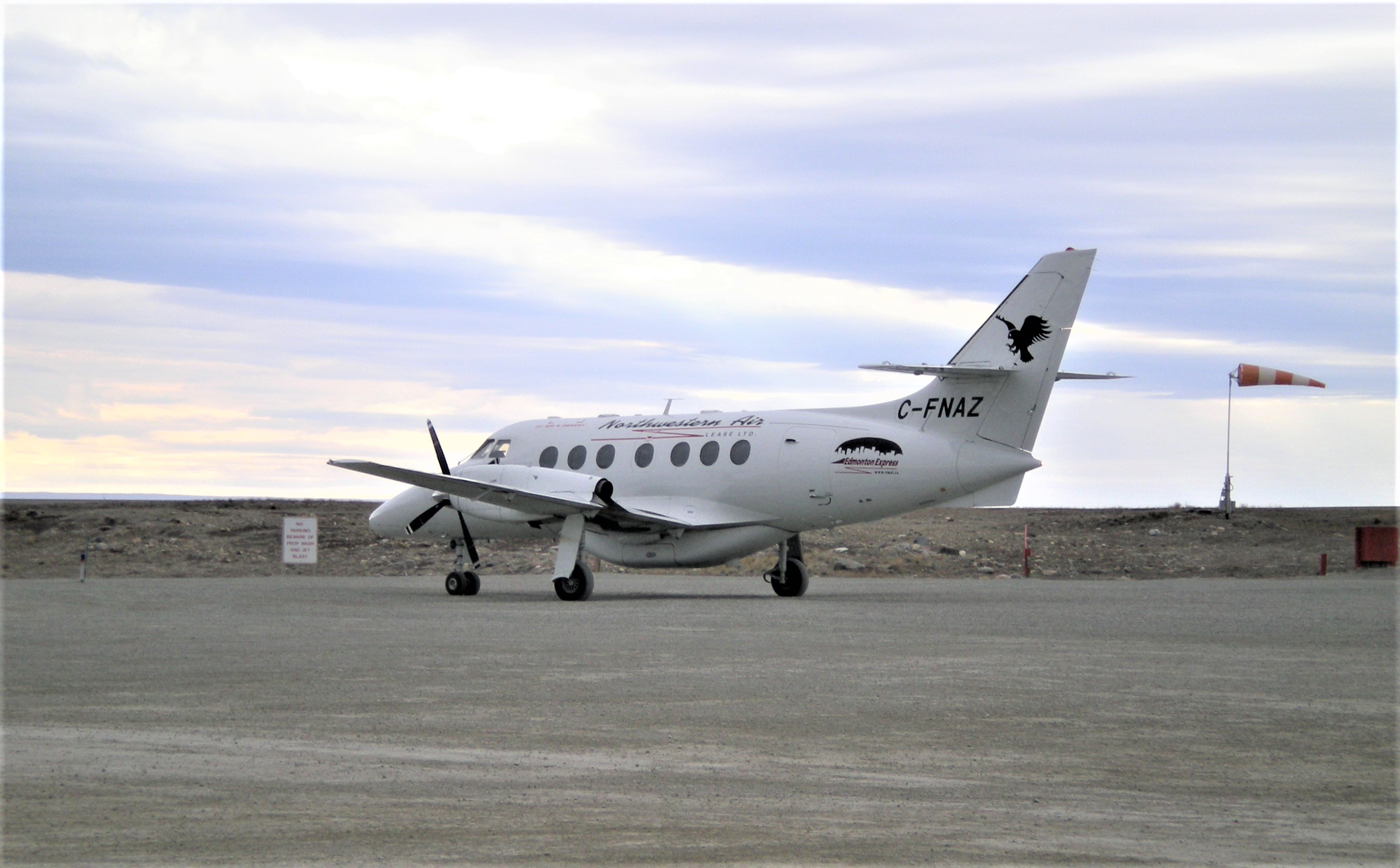
BAe Jetstream 32 de la compañía Northwestern Air

La aerolínea se estableció en 1965 como una empresa de arrendamiento y comenzó a operar vuelos en 1968. Se expandió para operar servicios regulares de pasajeros en 1984. Es propiedad total de la familia Harrold y tenía más de 70 empleados en septiembre de 2018.

## Flota
Hasta enero de 2014 la flota de Northwestern Air incluye:

## Accidentes e Incidentes

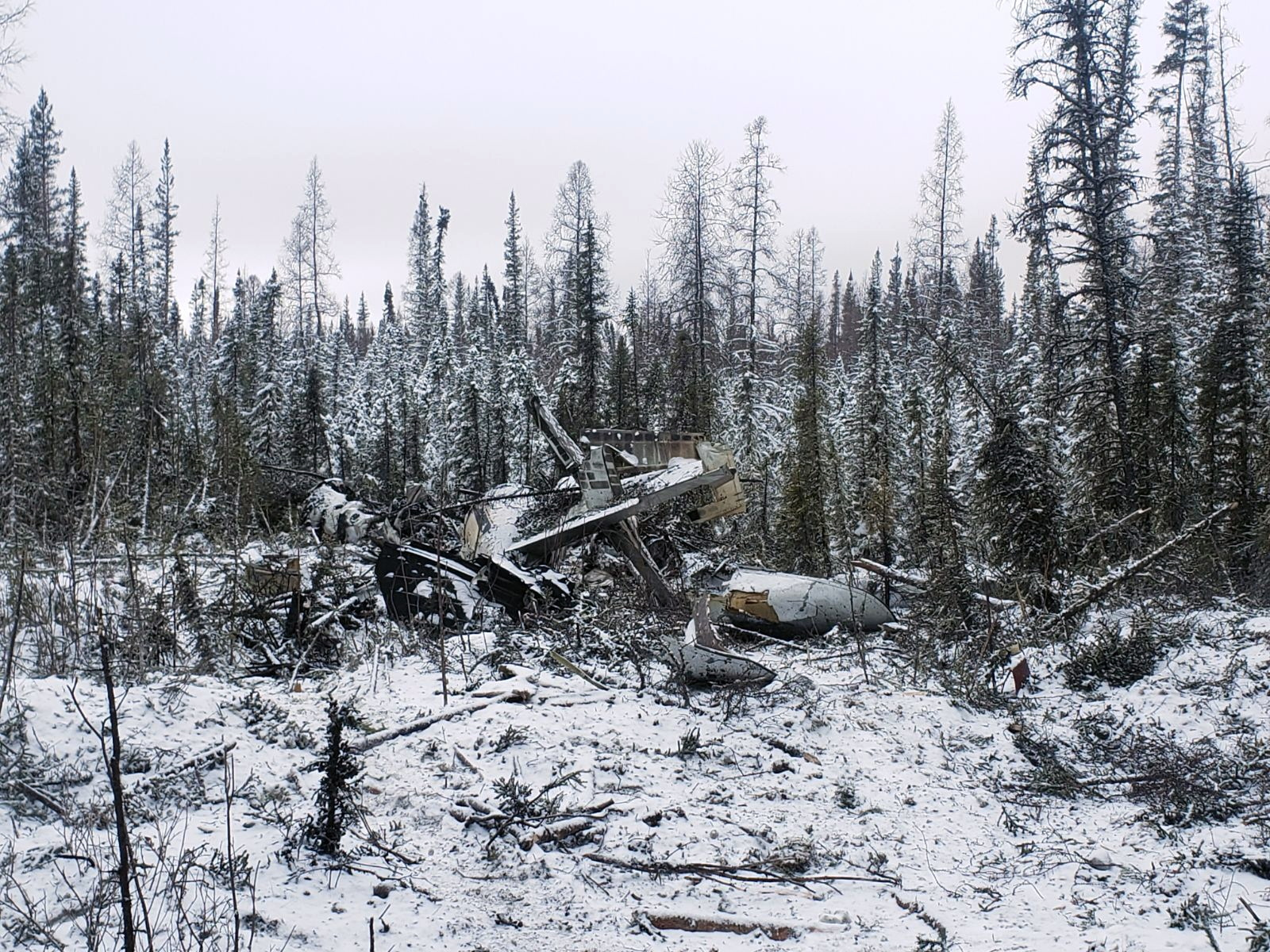
Imagen del Accidente del 23 de enero de Northwestern Air.

El 23 de enero de 2024, una aeronave British Aerospace Jetsream de Northwestern Air se accidentó cerca de la comunidad de Fort Smith, Canadá, dejando 10 Muertos.